# Sekcja Muzyczna Kołłątajowskiej Kuźni Prawdziwych Mężczyzn
SMKKPM – Grupa muzyczna zawiązana w Krakowie w 2012 roku. Na koncertach przestrzeń pomiędzy piosenkami wypełniana jest narracją, która może przypominać stand up. Grupa ma na koncie trzy albumy "Superbohater" [2018], "Brzydki" [2023] oraz "Fantasy" [2025].
Brzmienie zespołu mieści się w kategorii alternatywnego rocka. W treści często wyrażają humor, dystans do siebie i świata, ironiczny pesymizm. Promują "przeciętność", akceptację siebie i dobre, życiowe przesłanie. 
Utwory "Superbohater", "Kartografia" i "Piechotą do Twojego serca" trafiły do polskiej komedii romantycznej "Miłość jest blisko". Z kolei piosenka "Bzdury" znalazła się na ścieżce dźwiękowej filmu "Czarna Owca". Grupa ma za sobą kilkanaście realizacji telewizyjnych (TVP, Polsat, TVP ROZRYWKA, TVP2, TV PULS), występy na wielu wydarzeniach kulturalnych, juwenaliach, nocach teatrów, festiwalach i wszelkiego rodzaju imprezach oraz wiele nagród na przeglądach komediowych a także konkursach piosenki autorskiej. 
SMKKPM została również wybrana jako jeden z suportów grupy The Scorpions podczas Life Festival w Oświęcimiu 2017
Autorzy imprezy Walentynki Grubych, Smutnych i Samotnych, która odbywa się cyklicznie od 2016 roku w Krakowie i innych miastach 

## Przegląd

### Początki
Powstała jako amatorska formacja studencka. Po opublikowaniu w Internecie dziesiątek nagrań, piosenek i prowadzeniu bloga przeszła do działalności scenicznej i wykonawczej. Następnie przez kilka lat grupa, z racji na swoje nietypowe podejście do muzyki i zabawne teksty odwiedziła wszystkie możliwe sceny komediowe w kraju uczestnicząc w dziesiątkach wydarzeń. Od 2012 roku do 2015 roku funkcjonowała również jako SMKKPMzO – Sekcja Muzyczna Kołłątajowskiej Kuźni Prawdziwych Mężczyzn z Olą.

### Udział w wydarzeniach muzycznych
- Zostali zaproszeni do zagrania koncertu w "Trójce" programie 3 Polskiego Radia[7]
- Gwiazda dużej sceny SLOT ART FESTIWAL 2023[8]
- Wielokrotnie gościli na Festiwalu Twórczości Niebanalnej ZACIERALIA. Pośród takich artystami jak między innymi: Kazik, Zacier, Kuba Sienkiewicz, Lej mi pół, Kasia i Wojtek, Olaf Deriglasoff i wielu, wielu innych[9].

### Udział w wydarzeniach komediowych
- "Kuźnia" dwukrotnie została zaproszona do poprowadzenia Sopockiej Nocy Kabaretu[10]
- Współpracowali z Akademią Rozrywki w Trójce – Programie Trzecim Polskiego Radia[11].
- Grupa dwukrotnie gościła podczas Mazurskiej Nocy Kabaretowej[12].
- Zwycięzcy licznych festiwali artystycznych, komediowych i przeglądów piosenki autorskiej takich jak FAMA, YAPA, MULATKA,PAKA, Lidzbarskie Wieczory Humoru i Satyry i wiele innych.
- Występowali z takimi artystami jak, między innymi, Artur Andrus, Kabaret Hrabi, Grupa MoCarta, Kabaret Moralnego Niepokoju, Grzegorz Halama, Kabaret Paranienormalni, Kabaret Czesuaf, Kabaret Zachodni i wielu innych

### Album "Superbohater" [2018]
"Superbohater" – to debiutancki pełnoprawny album wydany w wiosną 2018 roku. Oprócz płyty zespół wydał trzy live sesje. Kolejny były to #dzieciśmieci, #bananowamlodzież oraz #garażtaty Producenci płyty to Janusz Binkowski i Michał Zachariasz. Na album składa się 10 piosenek. Do niektórych jako hidden tracki dodano skity. Płyta jest kolażem dotychczasowej twórczości, typowym dla grupy motywem przewodnim: poszukiwaniem siebie, dojrzałości, miłości i dystansem do świata.
Album "Brzydki" [2023]
W 2023 ukazała się druga płyta zespołu pod tytułem "Brzydki". Płytę współprodukowali tacy muzycy jak: Andrzej Zagajewski współtwórca (m.in.) zespołu Hańba (laureat Fryderyka i Paszportu Polityki) - pracował z utworami "Brzydki", "Napoleon", "Piękny i Bestia" oraz "Od jutra".  Michał Lange - muzyk, tekściarz, wokalista. Współtwórca projektów: Martin Lange, Sarcast czy Kasia Lins, Michał Szpak -  pracował przy numerze "Maradona". Młody, krakowski kolektyw producencki Wytwórnia Tematy, w skład którego wchodzą mocne nazwiska krakowskiej alternatywy - Franczak, Kastelik, Giza (zrealizowali utwory: "Czarna Owca", "Tańcz" oraz "Bzdury"). "Kartografia", utwór "Koty" a także piosenkę "Indiana"  wyprodukował Michał Zachariasz,
Na płycie gościnnie pojawiła się Ranko Ukulele w tytułowym utworze "Brzydki"

## Nagrody
- Wygrana w konkursie Life on Stage – spośród ponad 100 zespołów Internauci oraz jury (Kasia Kowalska, dziennikarze RMF FM i RMF MAXXX oraz Interia Muzyka) wybrali nas jako support dla zespołu The Scorpions na Tauron Life Festiwal Oświęcim 2017[14]
- PAKA 2017 – 1 miejsce, nagroda specjalna, nagroda w konkursie piosenki od SAWP[15]
- Mazurskie Lato Kabaretowe – 2016 – GRAND PRIX[16]
- Festiwal 'Zostań Gwiazdą Kabaretu' – Poznań 2015 – Grand Prix[17][18]
- YAPA 2014 – festiwal piosenki turystycznej i poetycke i udiej – I miejsce, nagroda publiczności, nagroda studenckiego radia Żak[19]
- PAKA 2014 – III miejsce oraz nagroda specjalna.
- "Uwaga Śpiewamy!" – Konkurs Piosenki na XXX edycji przeglądu kabaretów PAKA 2014 – 1 miejsce
- XXX Lidzbarskie Wieczory Humoru i Satyry 2014 – Wyróżnienie[20]
- Festiwal Kabaretowy WROCEK 2013 – wyróżnienie.
- Nagroda specjalną imienia Maxa Szoca za nieszablonową i kreatywna postawę artystyczną[21]. – jako jedyna grupa w pięćdziesięcioletniej historii festiwalu otrzymała ten tytuł dwa razy z rzędu, w 2012 i 2013 roku na Festiwalu FAMA
- Nagroda na przeglądzie STUK 2012 (Studenckie Talenty Uczelni Krakowskich)